# Niweat Siriwong
Niweat Siriwong (en tailandés: นิเวศ ศิริวงศ์, provincia de Nakhon Phanom, Tailandia; 18 de julio de 1977) es un exfutbolista tailandés que jugaba en la posición de defensa.

## Carrera

### Club
| Periodo   | Club              | Apariciones | Goles |
| --------- | ----------------- | ----------- | ----- |
| 1996–2000 | Sinthana FC       | 97          | 2     |
| 2000      | Gombak United FC  | 24          | 0     |
| 2001–2002 | Sembawang Rangers | 38          | 4     |
| 2004–2005 | NHĐA Thép Pomina  | 31          | 1     |
| 2006–2007 | Tien Giang FC     | 41          | 3     |
| 2008      | BEC Tero Sasana   | 26          | 0     |
| 2009–2013 | Pattaya United    | 63          | 5     |
| 2014–2015 | Chonburi FC       | 16          | 0     |
| 2016      | Ayutthaya Warrior | 5           | 0     |
| 2016      | Pattaya United    | 4           | 0     |
| 2017      | Kasetsart FC      | 6           | 0     |
| 2018      | Pattana FC        | 5           | 1     |

### Selección nacional
Jugó para Tailandia en 90 ocasiones de 1998 a 2010 y anotó tres goles, participó en tres ediciones de la Copa Asiática y en los Juegos Asiáticos de 1998.

## Logros

### Club
- Thai Premier League: 1998.
- Thai FA Cup: 1997.
- Copa Kor Royal: 1997, 1998.

### Selección nacional
- AFF Championship: 2000.
- T&T Cup: 2008